# Osiedle Zawiszy Czarnego
Osiedle Zawiszy Czarnego – osiedle nr XXXIII miasta Rzeszowa, utworzone na mocy uchwały Rady Miasta z dnia 9 lipca 2019 r., z części obszaru Osiedla Dąbrowskiego i fragmentu Osiedla Staroniwa. Według stanu na 31 października 2019 r. osiedle liczyło 3257 mieszkańców.